# Royal City Avenue
La Royal City Avenue (en tailandés: อาร์ซีเอ) es una de la mayores zonas de ocio y discotecas de Bangkok, la ciudad capital del país asiático de Tailandia. Situada en el distrito de Huai Khwang, la avenida es una larga calle situada entre la carretera Rama IX la y vía Tailandesa. Contiene una gran cantidad de bares, discotecas y locales de música en vivo. El espacio una zona de entretenimiento oficialmente designada, es frecuentemente visitada por los jóvenes. Entre los lugares de ocio se encuentran los cines, así como una pista de carreras de karts, bolera, restaurantes y un supermercado.